# Escriu un cop, executa arreu
«Escriu un cop, executa arreu» o Write once, run anywhere (WORA), és un eslògan creat per Sun Microsystems per il·lustrar els beneficis de la multiplataforma del llenguatge Java. Idealment, això vol dir que Java pot ser desenvolupat sobre qualsevol dispositiu, compilat a bytecode estàndard i hom pot esperar executar-lo sobre qualsevol dispositiu equipat amb una  Màquina Virtual de Java. La instal·lació d'una JVM o intèrpret de Java en xips, dispositius o paquets de software ha esdevingut una pràctica estàndard de la indústria.
Per exemple, això vol dir que un programador pot desenvolupar codi en un PC i pot esperar que s'executi en  telèfons mòbils,  routers o  mainframes equipats amb Java, sense cap ajustament addicional. D'aquí ve l'expressió Escriu un cop, executa arreu. La intenció d'aquesta filosofia consisteix a estalviar als programadors l'esforç d'escriure una versió diferent dels seus aplicatius per cada plataforma o sistema operatiu sobre els que el pensen posar en funcionament.
La gràcia és el fet que les JVM estan escrites per una àmplia varietat de sistemes operatius, com ara  Windows, Linux, Solaris, Netware, HP-UX i Mac OS. Per un desenvolupador, la capa del nivell d'abstracció que Java ofereix és sovint més profitosa que recompilar el software per cada combinació de sistema operatiu i arquitectura sobre les que hauria de córrer.